# Primavera Sound
Primavera Sound (comúnmente referido como Primavera) es un festival de música que se celebra entre finales de mayo y principios de junio en Barcelona y Madrid (España) y Oporto (Portugal) y entre finales de noviembre y principios de diciembre en Buenos Aires (Argentina), São Paulo (Brasil), Asunción (Paraguay), Bogotá (Colombia) y Lima (Perú) . Su primera edición tuvo lugar en 2001 en el Pueblo Español y desde 2005 tiene su sede en el Parque del Fórum, un recinto más grande y al lado del mar. La fisonomía del festival (de carácter urbano e integrado en la ciudad) y el amplio abanico de grupos representados ha motivado que Primavera Sound sea punto de encuentro de artistas y espectadores de diferentes generaciones.
El festival aúna en sus carteles las últimas propuestas musicales del ámbito independiente junto a artistas de contrastada trayectoria, abarcando cualquier estilo o género, buscando la calidad y apostando esencialmente por el pop, el rock y las tendencias más underground de la música electrónica y de baile. Por sus escenarios han pasado Pixies, Arcade Fire, Queens of the Stone Age, The National, Nine Inch Nails, Kendrick Lamar, Neil Young, Sonic Youth, Portishead, Pet Shop Boys, Pavement, Echo & The Bunnymen, Lou Reed, My Bloody Valentine, Travis Scott, Pulp, Patti Smith, James Blake, Cat Power, Public Enemy, Grinderman, Franz Ferdinand, Television, Devo, Enrique Morente, The White Stripes, LCD Soundsystem, Tindersticks, PJ Harvey, Shellac, Dinosaur Jr., New Order, Fuck Buttons, Swans, Melvins, Psychic TV, Spiritualized, The Cure, Bon Iver, La Buena Vida, Death Cab For Cutie, Iggy & The Stooges, De La Soul, Marianne Faithfull, Mazzy Star, Blur, Wu-Tang Clan, Phoenix, The Jesus and Mary Chain y Tame Impala, entre muchísimos otros.
Es uno de los festivales más importantes de España junto con FIB Benicasim, Festival Arte-Nativo Viña Rock Villarrobledo y el BBK Live Bilbao, y considerado uno de los más grandes y concurridos de Europa y el Mediterráneo.
En cada edición el evento ha ido incrementando la asistencia de público y la repercusión en los principales medios de prensa, radio y televisión, tanto a nivel nacional como internacional. Si la primera edición de 2001 cerró con una asistencia de 8000 personas, en su edición de 2022 sobrepasó las 500 000. Su éxito ha motivado las creaciones de la edición en Porto, Portugal desde 2012, realizado en el Parque da Cidade una semana después del evento principal en España. y las de Buenos Aires, Argentina y São Paulo, Brasil, desde 2022, que se llevan a cabo en los últimos meses del año. También se han realizado ediciones en Santiago de Chile, Chile y Los Ángeles, Estados Unidos en 2022.
En 2023, la organización anunció ocho nuevas ediciones a nivel mundial, siendo estas en Barcelona (Parc del Forum, del 29 de mayo al 4 de junio), Madrid (Arganda del Rey, del 5 al 11 de junio), Oporto (Parque da Ciudade, del 7 al 10 de junio), Buenos Aires (Parque Sarmiento, 25 y 26 de noviembre), Lima (Estadio Nacional y Multiespacio Costa 21, eventos entre el 22 de noviembre al 8 de diciembre, agrupados como Road to Primavera), São Paulo (Autódromo de Interlagos, 2 y 3 de diciembre), Asunción (Parque Olímpico, 7 de diciembre, como Primavera Day) y Bogotá (Movistar Arena, eventos entre el 9 y 10 de diciembre, agrupados como Road to Primavera). La ediciones en Santiago de Chile y Los Ángeles, las cuales sucedieron en 2022, no se realizaran en 2023.

## Historia

### 2001-2005: inicios en el Pueblo Español

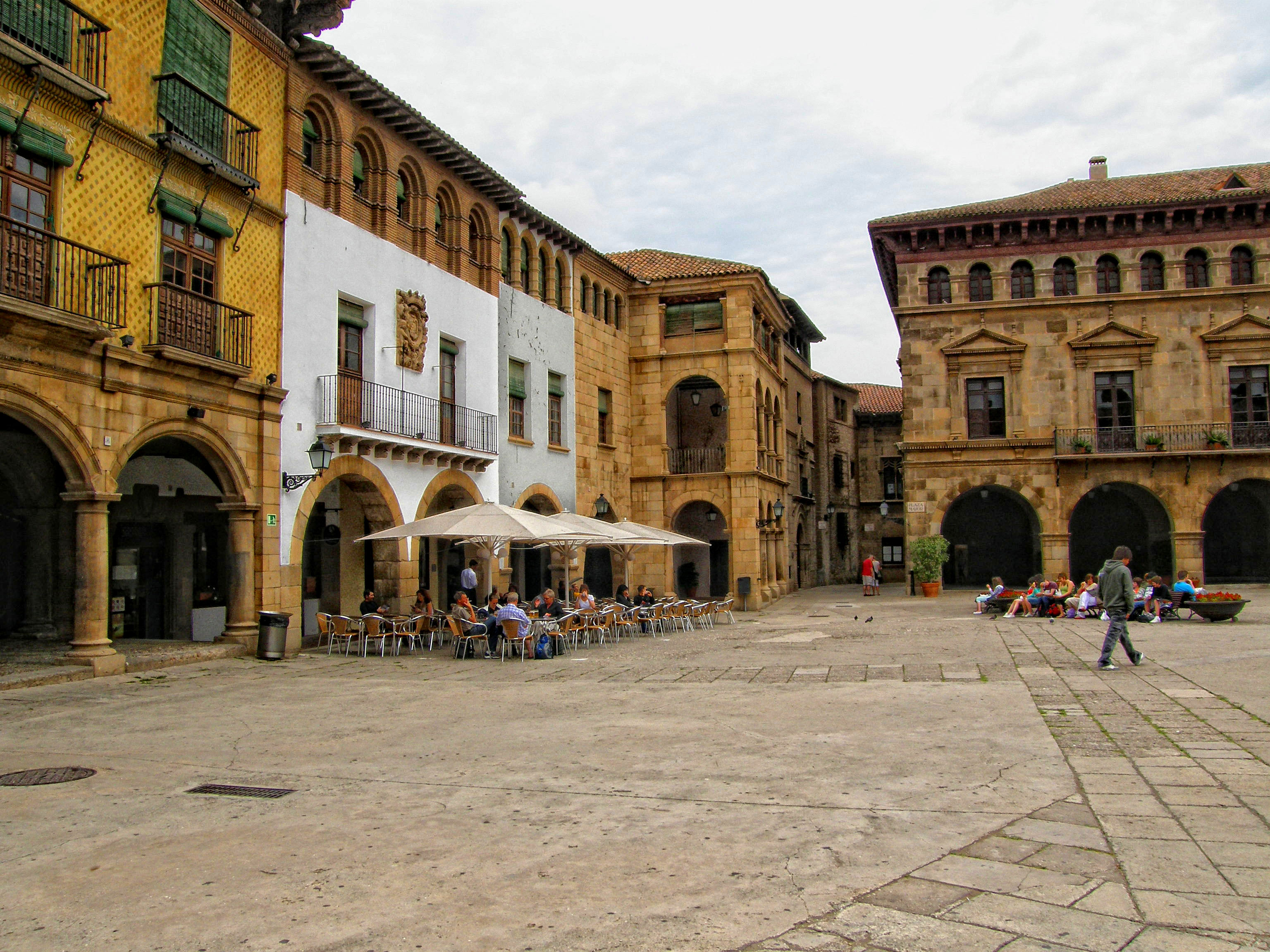
El Pueblo Español, lugar de realización del festival entre 2001 y 2005.

La edición del 2001 fue la primera del festival Primavera Sound con el formato que caracterizó los primeros años del evento: contando con el recinto del Poble Espanyol y disponiendo de más de un escenario (las primeras ediciones a principios de los años 1990 se realizaron por distintas salas de conciertos de Barcelona). Se habilitaron cinco espacios en los que se ofreció una representación de lo mejor del pop y la música de baile. Algunos de los participantes de esta edición fueron: Armand Van Helden, Le Hammond Inferno, el exlíder de Pizzicato 5, Yasuharu Konishi, Faze Action, Bent, Los Planetas, Manta Ray, Sr. Chinarro, Samuel L. Session, Unkle, Carl Craig, Dj Godfather y muchas otras bandas y djs como Gentle People Dj’s, Leila, Zip o Gus Gus Djs.
La edición 2002 tuvo lugar los días 17 y 18 de mayo. El principal cambio del festival fue la ampliación de su duración a dos días (viernes y sábado). Se habilitaron cinco escenarios por los que pasaron sesenta grupos y djs nacionales e internacionales, entre los que destacan: Pulp, Tindersticks, Spiritualized, Echo & The Bunnymen, J Mascis, Aphex Twin, Luke Slater, Giant Sand, The Delgados, Dave Clarke, Bis, Ian Pooley, Andrew Weatherall, Le Tigre, Gonzales, The Moldy Peaches, Chicks on Speed, Atom Rhumba, Clem Snide, La Buena Vida, Green Velvet, Cinerama, Lo-Fidelity Allstars o The Zephyrs, entre muchos otros. Asimismo contamos por primera vez con actividades extramusicales, pensadas para completar y ampliar la oferta del festival, como la Muestra de Diseño “Un ruido secreto” o el Primavera Soundtrack Film Festival (muestra de largometrajes - documentales, musicales y ficción - con temática pop).
La edición 2003 del festival supuso su consagración definitiva como uno de los festivales ineludibles del país. Así lo certificó la asistencia de público (más de 24 000 personas, casi 7000 más que el año anterior). Asimismo se acreditaron más de 450 periodistas. También aumentó el número de grupos, actuaron más de 90 grupos y dj’s, tanto nacionales como internacionales. Se habilitaron cinco espacios en el recinto del Poble Espanyol para las actuaciones nocturnas (Nitsa-Apolo, Rockdelux por Lois, CD Drome, Nasti y Psicolabis). Ese año, además, se añadió un recinto al festival, el Mercat de les Flors, para la realización de las actividades diurnas (el festival de cine Primavera Soundtrack Film Festival y la Feria Discográfica y de Profesionales, que contó con dos escenarios para actuaciones de los grupos de los sellos participantes: Escenario Mercat de les Flors y Escenario Acústico). 
La programación del Poble Espanyol estuvo formada por: Belle and Sebastian, Yo La Tengo, Teenage Fanclub, Arab Strap, I Am Kloot, Sonic Youth, Mogwai, The White Stripes, Television, Beef, The Go-Betweens, 2 Many Dj’s, Julian Cope, Definitive Jux Live!, Baxter Dury, Super Collider, Umek, Thalia Zedek, Nacho Vegas Y Las Esferas Invisibles, Wire, Roni Size, Future Bible Heroes, Ed Harcourt, John Parish, Scratch Perverts, Mary Gauthier, Dj/Rupture, Michael Mayer, Console, Tocotronic, Adam Beyer, Standstill, Élena, Antònia Font, Tokyo Sex Destruction, Vacaciones, Grupo Salvaje, Dj Psychocandy, The Folk Implosion, Ikara Colt, Adam Green, The Kills, Soledad Brothers, Munk (Gomma Dj’s), Migala, Christina Rosenvinge, Mishima, Audience, Alma X, Dj Coco, LCD Soundsystem, Märtini Brös, Erol Alkan, Dj Dexter, Dj’s Are Not Rockstars, Gold Chains, Rahim, Peaches, Le Hammond Inferno, Ellen Alien, W.I.T., Larry Tee, Cobra Killer, La Presidente, Rewind DJ’s (Vicknoise, Pol, Teti). 
En el Mercat de les Flors actuaron: The Montgolfier Brothers, Calc, Glissando*, The Tea Servants, Airbag, Jeronimo, Cola Jet Set, Gurus, L’altra, Whirlwind Heat, Motormark, Pipas, Holland Park, Mano De Santo, Zola, Henry, Bart Davenport, Astronaut, Euro-Trash Girl, Mia Doi Todd, Dead Capo, Tan Low, Morning Star. 
En 2004 el festival siguió creciendo en cuanto a duración (tres días en el Pueblo Español), artistas y público. 
La popularidad de los cabezas de cartel y, especialmente, la actuación de la legendaria banda Pixies (efectuando su primera fecha europea en doce años) aumentó la cifra de asistentes a 40.000 personas procedentes de España, Reino Unido, Francia, Italia, Alemania y Portugal, en su mayoría. Otros cabezas de cartel como PJ Harvey, Primal Scream, The Divine Comedy, Wilco o Franz Ferdinand contribuyeron a cerrar una edición marcada por el éxito. El Mercat de les Flors, lugar donde se celebraron las actividades diurnas, incrementó el número de bandas gracias al escenario exterior junto a la Feria Discográfica. El cartel de este recinto incluyó un mayor número de artistas nacionales e internacionales como Edison Woods, Berg Sans Nipple, Fernando Alfaro & Nacho Vegas, Xiu Xiu o Telefax. Aparte de las bandas anteriormente mencionadas, éstas fueron algunas de las actuaciones más celebradas entre las casi cien de Primavera Sound 2004: Liars, !!! (chk chk chk), Benjamin Biolay, Dominique A, Scissor Sisters, Pretty Girls Make Graves, Chicks on Speed, Sun Kil Moon, Julie Delpy, Devendra Banhart, (Smog), Dayna Kurtz, Plaid, Elbow, Nina Nastasia, The Glimmer Twins, Colder, Cristian Vogel, Blackstrobe, The Ladybug Transistor, Casiotone For The Painfully Alone, The Russian Futurists, The Fall, Mudhoney, Lloyd Cole, The Raveonettes, The Hidden Cameras, Erol Alkan, Numbers, Kid 606, 2 Many Dj's, James Murphy, Miss Kittin, Luke Slater, Technasia, Experience, Willard Grant Conspiracy, Dizzee Rascal, Michael Gira, James Chance & The Contortions, Jason Forrest, Dj/Rupture, Alexander Robotnik o David Holmes. Entre las actuaciones nacionales destacaron las de La Buena Vida, Lluís Llach, Ruper Ordorika, Chucho y Atom Rhumba.
En la feria discográfica y de profesionales participaron un total de 30 stands representando a los principales sellos discográficos nacionales, así como prensa especializada y empresas relacionadas. Además, se celebró de nuevo Primavera Soundtrack Film Festival, esta fue su programación:
- Gigantic (A Tale Of Two Johns). Un film sobre They Might Be Giants por AJ Schmack.. EE. UU. 2002, 103 min.
- I Am Trying To Break Your Heart. Un film sobre Wilco por Sam Jones. EE. UU. 2002, 92 min.
- Live Forever por John Dower. UK 2003, 84 min.
- Greendale por Bernard Shakey (Neil Young). EE. UU. 2003, 87 min.

### 2005-2009: expansión
Este fue un año marcado por los cambios, principalmente por el traslado del festival desde Poble Espanyol hasta el recinto del Fòrum, y también una edición en la que se acentuó el carácter ecléctico del festival, dando cabida a propuestas inusuales en este tipo de eventos. Así los asistentes pudieron ver los shows de gente como Enrique Morente, Brigitte Fontaine o Psychic TV.
Otra de las novedades de Primavera Sound 2005 fue el impresionante Auditorio ubicado en el recinto, que deparó algunas de las mejores actuaciones de ese fin de semana, de la mano de artistas como Antony & the Johnsons, Vic Chesnutt o Tortoise, mostrándose este espacio como una de las estrellas del festival.
Y junto a estas novedades, si hay algo que destacar del festival fue la presencia, tras más de una década alejados de los escenarios de nuestro país, de la mítica banda mancuniana New Order, que presentó su último álbum en el escenario Nitsa-Apolo el viernes 27. Las otras grandes estrellas del festival fueron la vuelta a los escenarios de los míticos The Stooges de Iggy Pop, la veteranía de los neoyorquinos Sonic Youth, el compromiso de Steve Earle y el grupo estandarte del post punk Gang of Four. 
Junto a ellos todo un abanico de propuestas de calidad se concentraron ese fin de semana: The Wedding Present, Echo & The Bunnymen, The Dirtbombs, American Music Club, Psychic TV, Enrique Morente, They Might Be Giants, Micah P. Hinson, Arcade Fire, Broken Social Scene, Vitalic, Sons and Daughters, Kompakt Sound System, Polysics, The Futureheads, Vetiver, Isis, Los Planetas, Parker & Lily y muchos más. 
El festival incluyó dentro de su programación el espacio Primavera France, donde se dio cita una representación de la mejor música que se hace en la actualidad en el país vecino, destacando las actuaciones de gente como Dominique A, M83, Experience, The Married Monk, Helena o Françoiz Breut.
Otro año más se habilitó junto a la Feria de Discográfica y de Profesionales un escenario (Feria) en el que destacaron las actuaciones de los suecos Acid House Kings, la americana Allison Moorer y bandas nacionales como Ginferno, Tarántula, Garzón, The Secret Society o The Cheese.

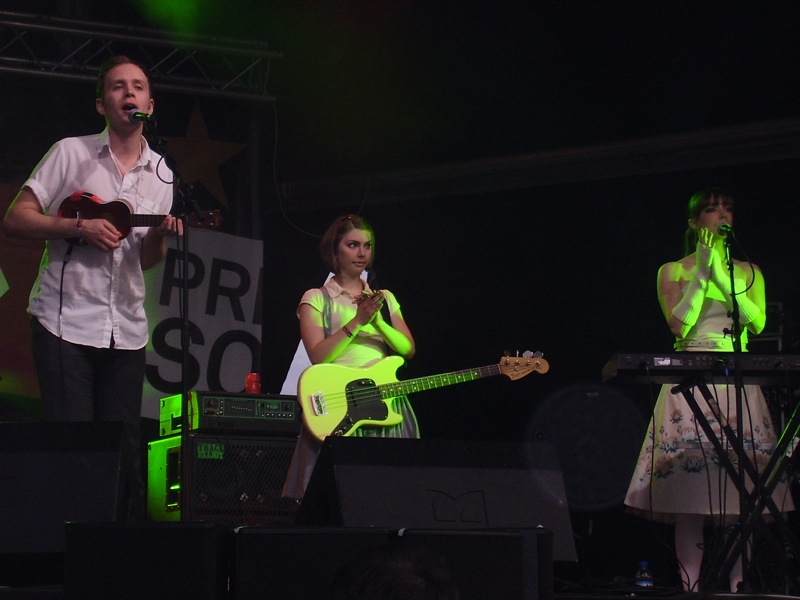
Jens Lekman actuando en el Primavera Sound 2006

La edición de 2006 fue la del completo asentamiento en el recinto del Fórum. Las principales novedades consistieron en algunos cambios en la disposición de los escenarios y en mejoras en las infraestructuras: restauración, accesos… En el plano artístico, Primavera Sound 2006 se centró una vez más en ofrecer por encima de todo calidad. Artistas con largas y contrastadas trayectorias (Lou Reed, Motörhead, Yo La Tengo, The Flaming Lips, Big Star) actuaron junto a grupos de corta pero fulgurante carrera (Yeah Yeah Yeahs, Babyshambles, Animal Collective, The Rogers Sisters), la experimentación rock de No Neck Blues Band, Gang Gang Dance, Deerhoof, Boredoms o Akron/Family aparece al lado del rock más aguerrido (The Deadly Snakes, The Drones, The New Christs). La lista de artistas continúa, pasando de la electrónica de baile de Erol Alkan, Ellen Allien & Apparat, Dj Rush, Rex The Dog, Joris Voorn o The MFA al intimismo de Richard Hawley, Isobel Campbell, José González, Vashti Bunyan o la superbanda Undertow Orchestra. Otros artistas a destacar incluyeron el pop atemporal de Stereolab, el rock bañado en psicodelia de The Brian Jonestown Massacre, la americana de Centro-Matic, Lambchop o Drive-By Truckers, el rock recio de Sleater Kinney o el minimal funk de las veteranas ESG. En el apartado nacional destacó la primera fecha de la reunión de los míticos albaceteños Surfin Bichos, junto a 12Twelve, Southern Arts Society, Anari o Tachenko. La presencia estatal se vio completada con las propuestas del escenario Feria, por donde pasaron promesas y realidades contrastadas que abarcaron una amplia gama de estilos: Remate, Pauline En La Playa, Le Jonathan Reilly, Coconot, Ainara LeGardon, Beef, Stay, Mazoni, Meu, The Charades, Prin’ La Lá and Clint entre otros.
Una de las novedades de la edición 2006 fue la celebración de conciertos durante los días que precedían el festival. Así, pasaron por la - en ese momento nueva - sala de Apolo (La [2]) gente como The Bellrays, Elliot Brood, Experience, Troy Von Balthazar, Jody Wildgoose o Annelies Monseré. También se volvió a celebrar una fiesta post festival en la sala Apolo, por la que pasaron de nuevo Centro-Matic, junto a propuestas como el pop tecnificado de Xiu Xiu, el folk de John Roderick o los americanos French Toast desde el sello Dischord Records.

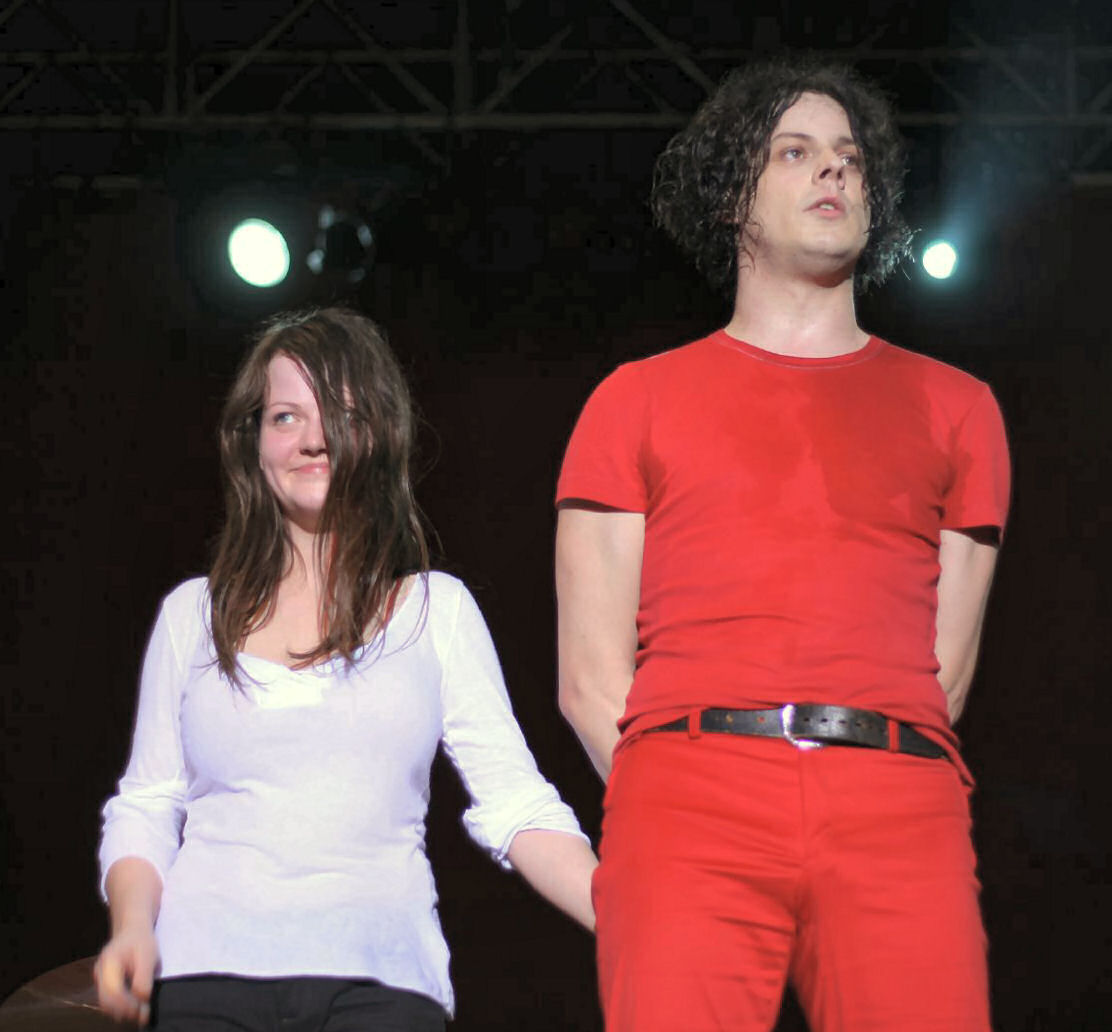
The White Stripes actuando en el Primavera Sound 2007

El festival experimentó un gran aumento de público, pasando la barrera de los 60.000 espectadores. Con un treinta por ciento del público procedente de otros países, Primavera Sound ganó peso internacionalmente y se erigió como uno de los acontecimientos musicales de referencia en el panorama europeo. Con una oferta musical formada por más de 150 actuaciones de bandas y djs, la edición 2007 presenció una excelente actuación por parte de la banda norteamericana Wilco y el regreso a los escenarios de Smashing Pumpkins después de más de una década de silencio. Sonic Youth tocaron íntegramente el legendario álbum Daydream Nation y el Fórum vibró con el concierto de la veterana Patti Smith.
La entrada de la promotora británica All Tomorrow’s Parties como partner del festival fue la novedad más destacada de la edición. Los directores de ATP ejercieron de curators seleccionando el line-up y dando el nombre a uno de los escenarios, donde tocaron Modest Mouse y bandas como Slint, Melvins y Comets On Fire tocaron íntegramente un álbum significativo de su carrera. 
Acompañando a estos artistas, desfilaron por los escenarios del festival propuestas de muy diferentes estilos: Herman Düne, Múm, Blonde Redhead, The Good The Bad And The Queen, Jonathan Richman, Dirty Three, Black Mountain, The Durutti Column, Maximo Park, Nathan Fake, Pelican, Architecture In Helsinki, Kimya Dawson, Shannon Wright, Robyn Hitchcock And The Venus 3, Buzzcocks, Ted Leo and the Pharmacists, Grizzly Bear, Billy Bragg, Girls Against Boys, Isis, Low, Band of Horses, Built to Spill, Kid Koala, The Long Blondes, entre muchos otros. En el apartado de artistas de corte electrónico despuntaron los shows de Justice, Hell, Diplo, Erol Alkan o Dj Yoda.
La presencia nacional aumentó de forma considerable. Como en pasadas ocasiones, el festival intentó dar una visión diferente sobre la independencia estatal, dando cabida a bandas como Lisabö, Half Foot Outside, Veracruz, Za o The Light Brigada, propuestas injustamente olvidadas en otros festivales españoles. 
Una de las novedades fue Minimúsica, una iniciativa de La Colazione en la que bandas independientes barcelonesas ofrecieron conciertos para el público infantil en la guardería gratuita del festival. La programación en directo tuvo como protagonistas a Coconot, Las Dolores, Internet 2, Brielah, Sedaiós, Decibelios Joe, Tarántula, Los Carradine, Manos de Topo, Las Vaquitas (David de Beef + Joe Crepúsculo -Tarántula-), Albaialeix y First Aid Kit.
Además, Myspace España celebró su nacimiento en el Fórum con una serie de conciertos acústicos los días 1 y 2 de junio en un stand situado en la Feria Discográfica. Algunos de los grupos que pasaron por el “Salon Myspace” fueron Maximo Park & Grizzly Bear, Fernando Alfaro y los Alienistas, Grupo de Expertos Sol y Nieve, The Secret Society, Bonde do Role, Standstill, Mum, Alondra Bentley o Sr. Chinarro.
En cuanto a las actividades paralelas, además de la ya habitual Feria Discográfica, se celebraron las Jornadas Digital Music 2.0. Organizadas en colaboración Instituto Catalán de las Industrias Culturales (ICIC) y dirigidas a profesionales de los sectores musical y tecnológico, estas jornadas se centraron temas de actualidad dentro del mundo tanto empresarial como artístico con el objetivo de establecer un nuevo enfoque para la música digital en Cataluña y en España.
Por segundo año consecutivo se ofrecieron conciertos durante los días precedentes (lunes, martes y miércoles) y el domingo posterior a las jornadas en el Fórum. Estos showcases de presentación y clausura tuvieron lugar en las salas Apolo y La [2] con actuaciones de numerosos artistas como Centro-Matic, Of Montreal, At Swim Two Birds, Erol Alkan, The Orchids, The Sadies o Nueva Vulcano.

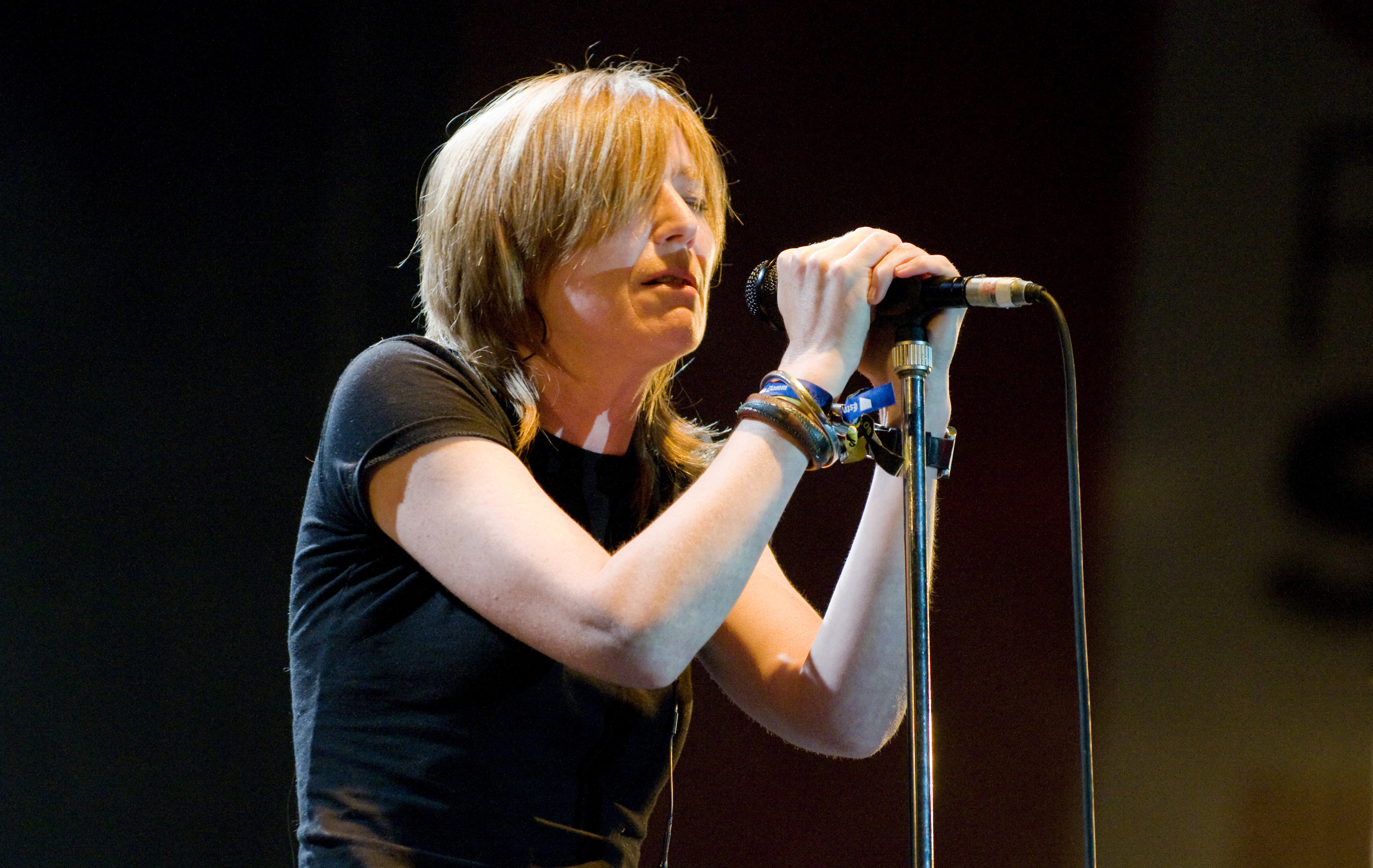
Beth Gibbons, actuando con Portishead en el Primavera Sound 2008

160 artistas y 200 horas de música en directo para un público entregado alrededor del ecléctico cartel en una edición que transgredió los límites del Parc del Fórum para introducirse de lleno en el centro urbano de Barcelona. La programación paralela al evento principal adquirió en 2008 más relevancia con actuaciones en diferentes salas de la ciudad, en el Parc Joan Miró y en varias estaciones del metro de Barcelona. Pero además de abrir espacios para otros tipos de público alrededor de la ciudad, el festival se mostró de nuevo como un trampolín para nuevas e interesantes propuestas como A Place To Bury Strangers, Health, Times New Viking, Moho o Shipping News. Durante el primer día de festival, Portishead, MGMT, Public Enemy y Vampire Weekend, entre muchísimos otros, encabezaron el cartel de la jornada. El segundo día destacaron las actuaciones de Cat Power, Bishop Allen y El Guincho, quienes compartieron escenario con clásicos como The Sonics, Devo, Nick Lowe y Mary Weiss. Rufus Wainwright, Enrique Morente y Lagartija Nick, Animal Collective y Tindersticks despidieron por lo alto una edición que contó con el apoyo masivo del público. Los casi 60.000 asistentes dieron prueba de la buena salud del festival en un momento que ya empezaba a ser complicado para la industria musical en España.
Otras de las bandas que se subieron a las tablas de Primavera Sound 2008 fueron Apparat Band, Bon Iver, Dirty Projectors, Fuck Buttons, Les Savy Fav, Menomena, Holy Fuck, Okkervil River, Pissed Jeans, Unchained, The Wave Pictures, Russian Red, Lightspeed Champion, The Strange Death Of Liberal England, Surkin, Tarántula, The Mary Onettes, Messer Chups, It’s Not Not, The Marzipan Man, Deerhunter, Eric’s Trip, Devastations, Fanfarlo, Throbbing Gristle, Om, Buffalo Tom, Caribou, Awesome Color, Digital Mystikz, DM Smith, Explosions In The Sky, Clipse, Holly Golightly & The Brakeoffs, Kelley Stoltz, The Missing Leech, No Age, Fasenuova, MV & EE with The Golden Road, Les Aus, Gentle Music Men, The Right Ons, Soulin’ Thunder Revue, Scout Niblett, Six Organs Of Admittance, Träd Gräs Och Stenar, Why?, Voxtrot, Polvo, Para One, Boris, De La Soul, Menomena, 808 State, Alan Braxe, Autolux, Enon, Health, Grande-Marlaska, La Estrella de David, Madee, Midnight Juggernauts, Port O’Brien, Prinzhorn Dance School, Shellac o The Rumble Strips.
Como ya es habitual, se abrió el espacio de la feria discográfica, donde sellos independientes nacionales e internacionales mostraron sus productos al público. El salón de Myspace volvió a acoger actuaciones por segundo año consecutivo y de la misma forma lo hizo minimúsica con actuaciones musicales destinadas a los más pequeños. La programación paralela al evento central del Fòrum llevó su música hasta el metro de Barcelona con presentaciones gratuitas por parte de Belmez, Manel, The Lions Constellation y La Célula Durmiente en las estaciones de Universitat, Clot y Paseo de Gracia. 
También se celebraron, bajo el nombre de Primavera als Clubs, showcases de bandas como The Clientele, Matt Elliott, Mi And L’Au, SJ Esau and La Orquesta del Caballo Ganador, Scarlet’s Well, Clint, My Brighest Diamond, DM Smith, Abrevadero, Voice Of The Seven Woods, Twin Kranes o Andy Votel. La primera edición de Primavera al Parc, que tuvo lugar en el Parc Joan Miró, empezó con muy buen pie al congregar alrededor de 1000 asistentes en dos días para las presentaciones de Darren Hayman & Jack Hayter Play Hefner songs, David Thomas Broughton, El Hijo, Guillamino, El Chico Con La Espina Al Costado, Le Petit Ramon, The Radio Dept., Torpedo, April Fool’s Day, Manos De Topo, Le Pianc y Extraperlo.

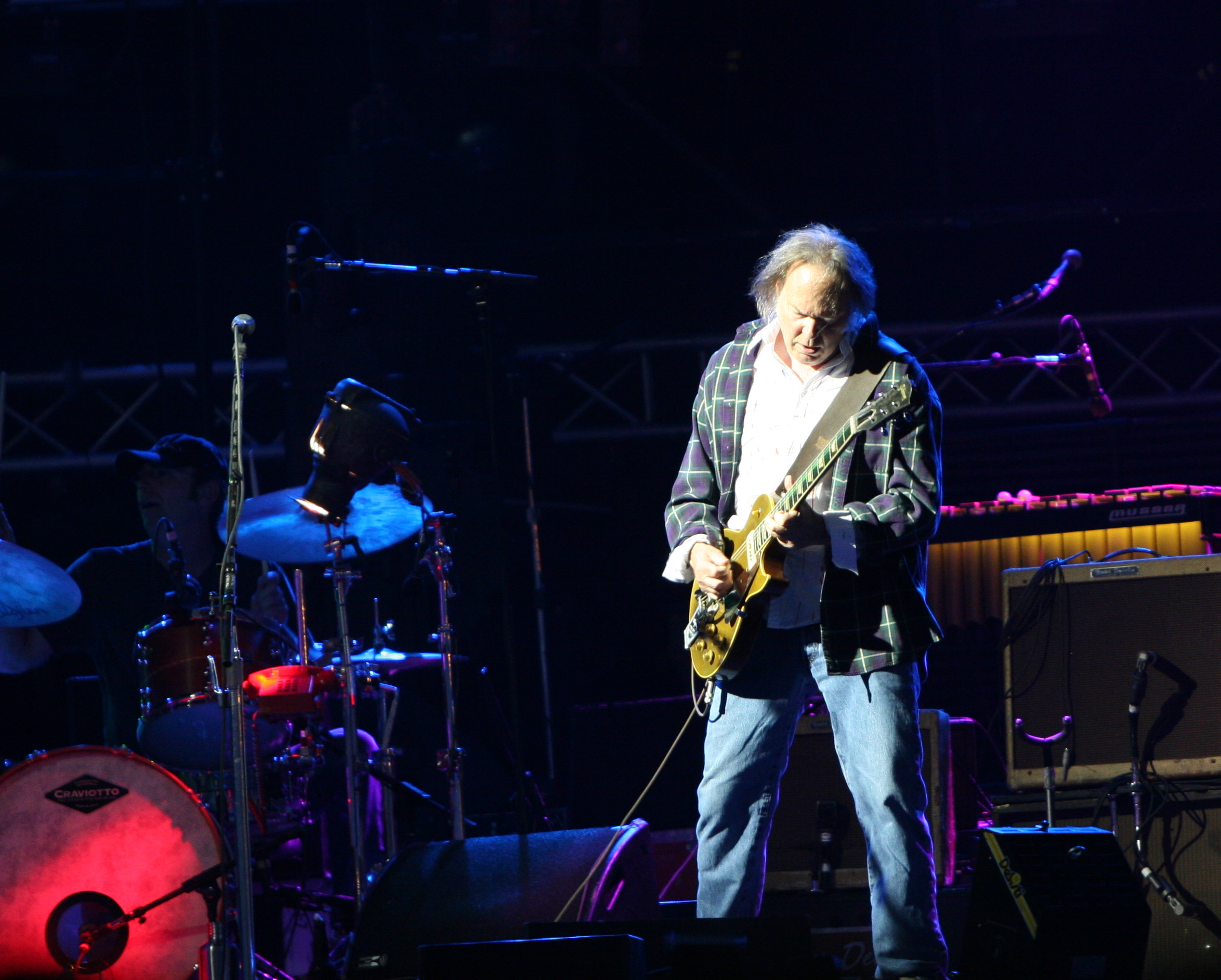
Neil Young actuando en el Primavera Sound 2009

La novena edición del festival barcelonés cerró sus puertas con un récord de asistencia y de conciertos. Con un total de 171 actuaciones, el cartel de 2009 logró reunir a más de 80.000 espectadores repartidos entre los catorce escenarios del festival, seis de ellos situados en el recinto del Parc del Fòrum (con 76.000 asistencias) y ocho más distribuidos por el centro de Barcelona con Primavera a la Ciutat, lo que supuso 4600 visitas más. El pistoletazo de salida se produjo en algunas estaciones de metro del centro de la ciudad el sábado 23 de mayo y los habituales showcases de presentación, organizados en colaboración con diferentes discográficas, se desarrollaron a partir del lunes 25 en las salas Apolo, La [2] y Sidecar. Los actos principales en el Fòrum tuvieron lugar los días 28, 29 y 30 de mayo y la segunda edición de Primavera al Parc (conciertos gratuitos en el Parc Joan Miró) ganó peso en 2009 con una oferta de doce actuaciones de alto nivel que ampliaron el festival hasta el domingo día 31.
La primera jornada empezó con Cuzo, La Bien Querida y Veracruz. El público fue in crescendo hasta llegar a la cúspide en el concierto de My Bloody Valentine. Las 21.300 personas que fueron al Fórum pudieron también disfrutar de las actuaciones de Yo La Tengo, The Vaselines, Phoenix, Aphex Twin, Squarepusher, Andrew Bird o The Horrors. En el segundo día 24.100 personas se congregaron alrededor de conciertos como el de Bloc Party, Throwing Muses, Saint Etienne, Jarvis Cocker, Art Brut, Damien Jurado y la segunda cita con My Bloody Valentine, esta vez en el Auditori. Los conciertos de Sonic Youth, Herman Dune, Deerhunter, Simian Mobile Disco, Liars, Michael Nyman, Ghostface Killah o Black Lips congregaron a 30 000 personas el sábado 30. Una cifra histórica porque representó en aquel momento el día de mayor afluencia al festival desde que empezó su andadura en 2001. Pero sin duda, el nombre que brilló con más fuerza fue el de Neil Young, ya que el cantante y guitarrista canadiense llevaba veintidós años sin tocar en Barcelona. Aparte de los grandes nombres, el festival se consolidó como la plataforma perfecta para dar a conocer a grupos noveles. Artistas como Ezra Furman & The Harpoons, Girls, The Lions Constellation o Rosvita destacaron entre los nuevos valores y saciaron las ganas de conocer nuevas propuestas de los adeptos al festival.

### 2010-2015: edición en Oporto

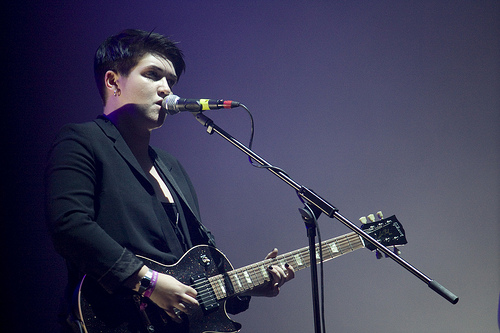
The xx actuando en el Primavera Sound 2010

En el año de su décimo aniversario, Primavera Sound batió récords de asistencia y superó la barrera de los 100.000 espectadores, una cifra que consolidó al festival como un claro referente internacional de la música independiente. 
La principal novedad de la edición 2010 fue la puesta en marcha de PrimaveraPro. La idea de crear una nueva herramienta para la industria musical llevaba algún tiempo rondando la cabeza de los organizadores del evento, ya que muchos profesionales del ámbito de la música utilizan desde hace varios años Primavera Sound como lugar para sus encuentros. La primera edición de PrimaveraPro se reveló como un acierto y reunió a más de 400 profesionales del negocio musical procedentes de diferentes países y distintas áreas del sector como discográficas, agencias de booking, promotoras de conciertos o programadores de festivales. 
En la primera de sus jornadas de programación principal, la cita musical logró atraer a 31.200 personas, una cifra inaudita para tratarse de una noche de jueves. El espectacular retorno de Pavement, el indie rock de Superchunk, la veteranía de Mark E. Smith a lomos de The Fall y el pop gélido que el grupo británico The xx desplegó sobre el escenario Ray-Ban fueron algunos de los triunfadores del día. Entre las revelaciones destacaron los sevillanos Pony Bravo, los argentinos El Mató A Un Policía Motorizado y los israelitas Monotonix, que ofrecieron un descacharrante show entre el público del escenario Vice. El segundo día de actuaciones, el festival colgó el cartel de entradas agotadas gracias a la masiva afluencia de público con 35.000 visitantes y el triunfo absoluto de Pixies, en lo que representó posiblemente el concierto más multitudinario de la historia del evento hasta ese momento. Junto a los de Boston brillaron artistas como Beach House, la presentación del nuevo espectáculo de los barceloneses Standstill, los siempre en forma Wire o los atronadores pases de Shellac y Les Savy Fav, dos bandas ya clásicas en Primavera Sound. Japandroids, el electro pop experimental de Cold Cave o Best Coast destacaron entre los artistas emergentes de la jornada. En la última jornada el Parque del Fórum registró de nuevo aforo completo con las actuaciones de Pet Shop Boys y Orbital como cabezas de cartel y con muchas otras actuaciones entre las que destacó el flamenco en el homenaje a La Leyenda Del Tiempo, el sonido experimental del australiano Ben Frost, la mano derecha de Brian Wilson en la segunda mitad de los 60 Van Dyke Parks, Built to Spill, Grizzly Bear o Matt & Kim. 
La programación complementaria Primavera a la Ciutat atrajo a cerca de 6.000 personas en sus diferentes espacios. La iniciativa Primavera al Parc permitió ver de forma gratuita a bandas internacionales del calibre de Dum Dum Girls, Ganglians, Real Estate, The King Khan & BBQ Show, junto a propuestas nacionales como McEnroe o Diploide. Primavera als Clubs llenó varias salas de conciertos de la ciudad con propuestas como Maika Makovski, Los Campesinos!, Toundra o Me And The Bees. En el marco de Primavera Sound Baixa al Metro se presentaron artistas como Internet2 o The Nu Niles.

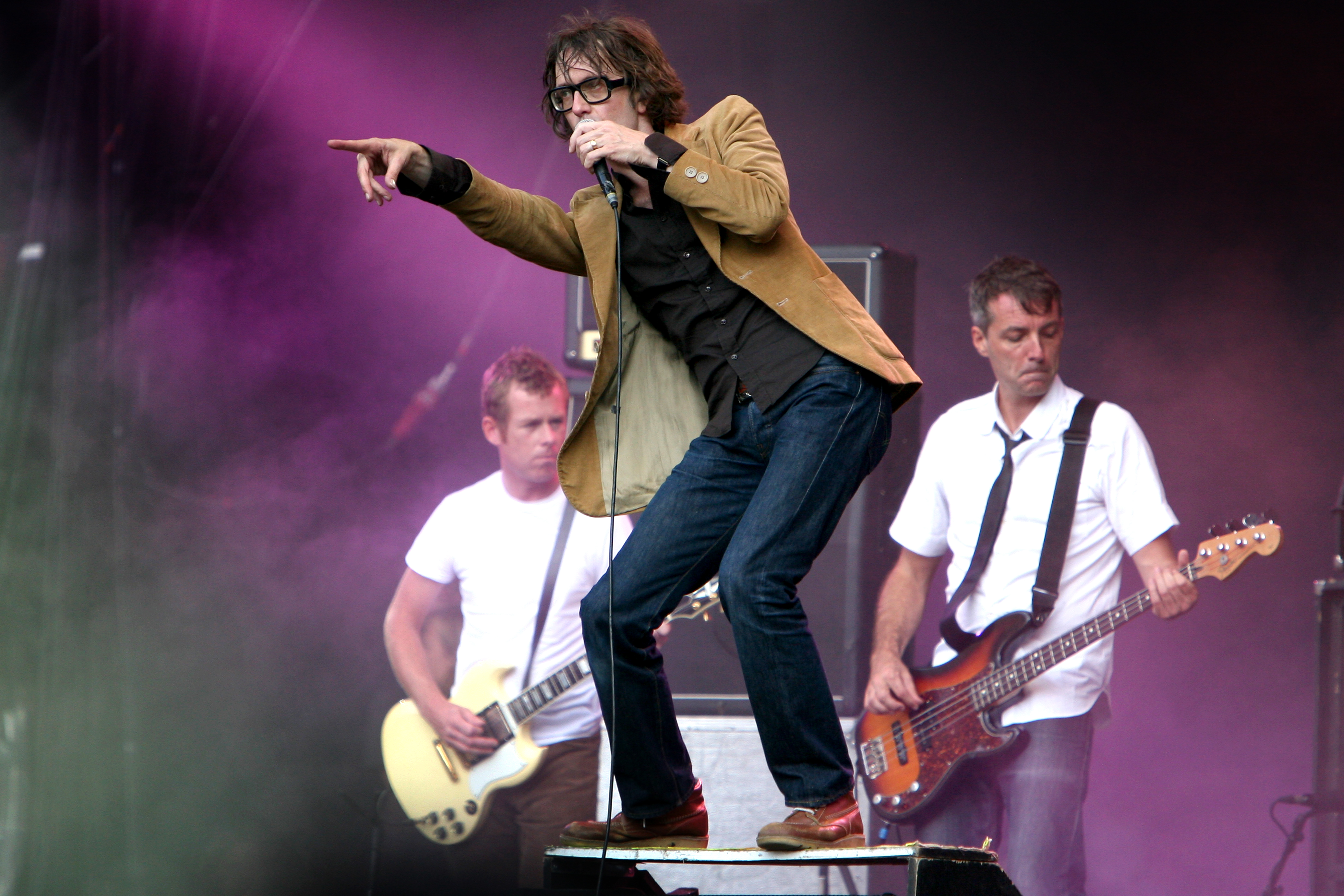
Pulp actuando en el Primavera Sound 2011

La undécima edición de Primavera Sound batió un nuevo récord al congregar a más de 120.000 espectadores en el Parc del Fòrum. El jueves 26 de mayo casi 39.500 personas se reunieron con motivo de la cita musical, mientras que el viernes 27 la cifra de asistencia ascendió hasta 43.800. El sábado 28 de mayo se superaron las 40.000 visitas. La magia electrónica de Caribou, el pop clásico del grupo de Liverpool Echo & The Bunnymen, el indie pop de Comet Gain y la apisonadora nipona Nisennenmondai formaron el menú de la jornada oficial de apertura el miércoles 25 de mayo en el Poble Espanyol, recinto originario del festival, que registró una masiva afluencia de público y colgó el cartel de aforo completo con 5.300 visitantes. El domingo la cifra de asistencia fue similar y la jornada de clausura contó con las actuaciones de Mercury Rev, BMX Bandits, My Teenage Stride y Me and the Bees.
Primavera Sound 2011 presentó un cartel formado por 226 bandas y dejó para el recuerdo espectaculares conciertos de estrellas del pop y el rock como The National, la banda encabezada por Nick Cave, Grinderman, los escoceses Belle and Sebastian, el multicolor show de los veteranos The Flaming Lips, la británica Pj Harvey o los magos de la experimentación pop Animal Collective. Pero sin duda la cita ineludible del fin de semana supuso la vuelta a los escenarios de la banda Pulp, que arrasó con un concierto plagado de hits como “Babies”, “Disco 2000” o “Common People”, canción que su líder Jarvis Cocker dedicó a los participantes de la acampada en Plaza Catalunya desalojada esa misma mañana, y sumándose él mismo a la protesta al declararse “indignado”.
Los clásicos también brillaron con intensidad. Grupos de culto como The Monochrome Set o Pere Ubu, el post punk de P.I.L. o la actuación de John Cale junto al grupo instrumental BCN216 interpretando el disco “1916” en su integridad en el Auditorio Rockdelux demostraron su ejemplar veteranía. El festival sirvió también para confirmar a nuevas estrellas en formación como James Blake, Twin Shadow y Sonny & The Sunsets. Big Boi, Of Montreal o los nacionales Lüger y Toundra fueron otros de los protagonistas de estos días de música.
Primavera a la Ciutat se mostró como algo más que un aperitivo musical. El gran número de actuaciones programadas en diversos lugares y en formatos inusuales inundaron de buena música el centro de Barcelona durante más de dos semanas y congregaron en total a más de 5.000 personas. El grueso de la programación estuvo centrado en nuevas propuestas nacidas en la ciudad, como Violet Lades, Desmond, Vistalegre y muchos más, aunque también contó con invitados de la talla de Darren Hayman o Eli Paperboy Reed.

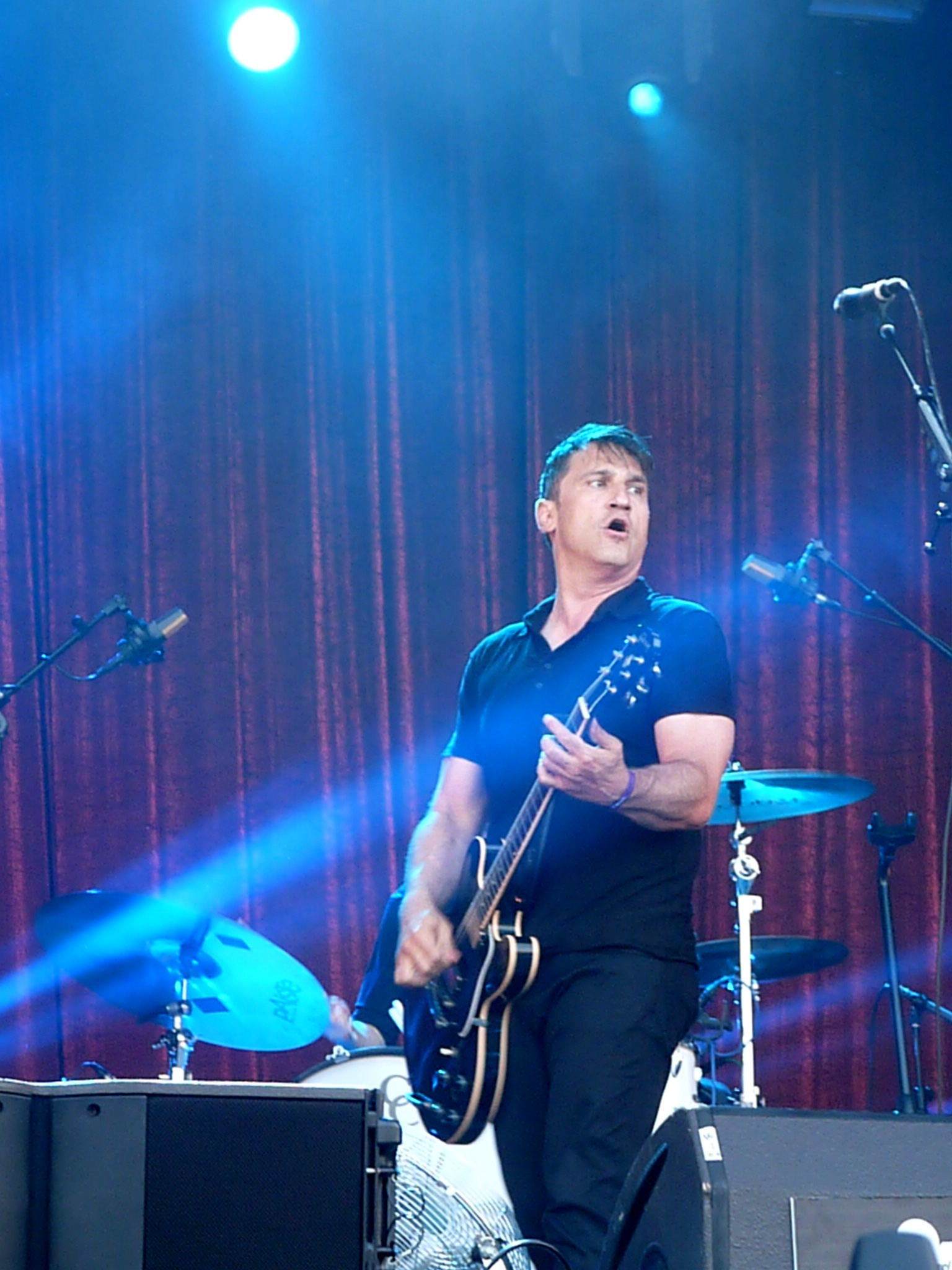
Greg Dulli actuando en el Primavera Sound 2012

Primavera Sound 2012 dejó recuerdos inolvidables en forma de conciertos, como la aplastante vuelta a los escenarios de los suecos Refused, el paso del líder de Neutral Milk Hotel Jeff Mangum por el Auditori Rockdelux, o la demostración de fuerza y sensibilidad por parte de los americanos Wilco, uno de los grupos más queridos por el público del evento. Los hits de los británicos Franz Ferdinand y The xx, el pop teñido de detalles étnicos de Zach Condon a bordo de Beirut, la contundencia de Napalm Death o nuevos nombres como Grimes, Danny Brown, Other Lives o Kindness destacaron también en la decimosegunda edición del festival.
Aunque sin lugar a dudas el momento álgido del festival vino de manos de The Cure, que liderados por Robert Smith realizaron un monumental repaso a su larga trayectoria durante tres horas, haciendo disfrutar a miles de personas con hits imperecederos como “Friday I’m In Love”, “Boys Don’t Cry”, “Just Like Heaven” o “In Between Days”. La representación estatal brilló con luz propia como de costumbre y el público disfrutó de grandes conciertos como el del zaragozano Bigott refrendando su posición como uno de los nombres a seguir, el irresistible sonido analógico del dúo Pegasvs, el estreno en directo del catalán John Talabot, una de las estrellas electrónicas del año, el barcelonés Refree recopilando los mejores momentos de su carrera o la actuación de Grupo De Expertos Solynieve con su pop de aromas sureños. Como es habitual, algunos de los mejores momentos los suministraron artistas de largo recorrido y nombres clásicos. La clase de Marianne Faithfull, el rock oscuro de The Chameleons, el arisco soul rock de unos The Afghan Whigs en un estado de forma aplastante o la actuación de Nick Garrie junto a una formación montada para la ocasión, protagonizaron algunos de los instantes claves del festival.
Los ocho escenarios del Parc del Fòrum acogieron el grueso de la programación siendo testigo de 201 actuaciones y un total de 117.000 espectadores. Por otro lado, Primavera a la Ciutat amplió considerablemente su oferta gratuita con una programación compuesta por 69 conciertos repartidos en varios espacios de Barcelona acercando así el espíritu Primavera a todos los rincones de la ciudad Condal.

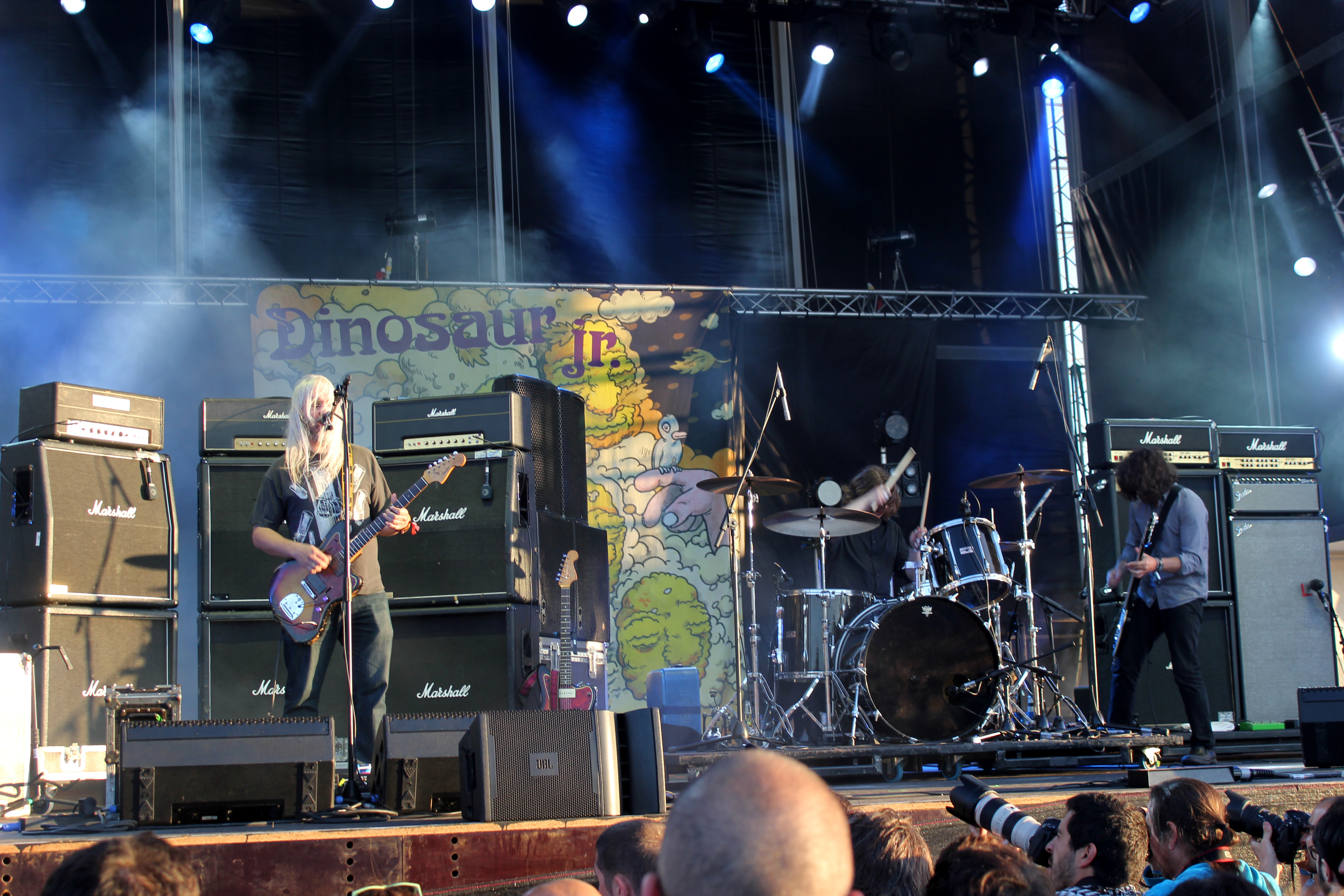
Dinosaur Jr. actuando en el Primavera Sound 2013

Primavera Sound 2013 acogió en sus múltiples escenarios un altísimo número de actuaciones: la vuelta a los escenarios de The Postal Service, la confirmación como estrellas de los franceses Phoenix, el pase de los australianos Tame Impala, la coronación de los americanos Deerhunter como reyes del indie rock actual o la actuación del carismático Nick Cave acompañado de su banda The Bad Seeds fueron algunos de los hitos de la decimotercera edición.
El festival llegó a su máxima excitación en el Parc del Fòrum con el concierto de los británicos Blur. Diez años después de actuar en Barcelona por última vez, el grupo liderado por Damon Albarn y Graham Coxon se dio un impresionante baño de masas en el que no faltaron grandes hits como “Girls & Boys” o “Song 2”. El repaso a su trayectoria del ex- Sugar y ex-Husker Dü Bob Mould, el pop electrónico del joven James Blake, el hip hop de Wu-Tang Clan, los ruidosos My Bloody Valentine, los granadinos Los Planetas tocando “Una semana en el motor de un autobús”, los hedonistas Hot Chip, la performance-concierto de los escandinavos The Knife, el set de Solange Knowles, el rock sin etiquetas de Kurt Vile junto a The Violators, el indie pop de los californianos Local Natives o el jazz del africano Mulatu Astatke son sólo algunos de los ejemplos a destacar entre las 260 actuaciones programadas en la cita barcelonesa.
Como cada año una gran parte del cartel fue consagrada a los grupos nacionales y, entre los platos fuertes, destacaron la presentación del tercer disco de los barceloneses Manel, la descarga de robusto rock instrumental de los madrileños Toundra, el pop estilizado de Fred I Son, The Free Fall Band y La Brigada, los entonces recién estrenados aires electrónicos de La Bien Querida o la vuelta a escena de los bilbaínos El Inquilino Comunista. El festival superó de nuevo su propio récord a alcanzar las 170.000 visitas sumando las cuatro jornadas en el Parc del Fòrum y las actividades enmarcadas en el programa de Primavera a la Ciutat.

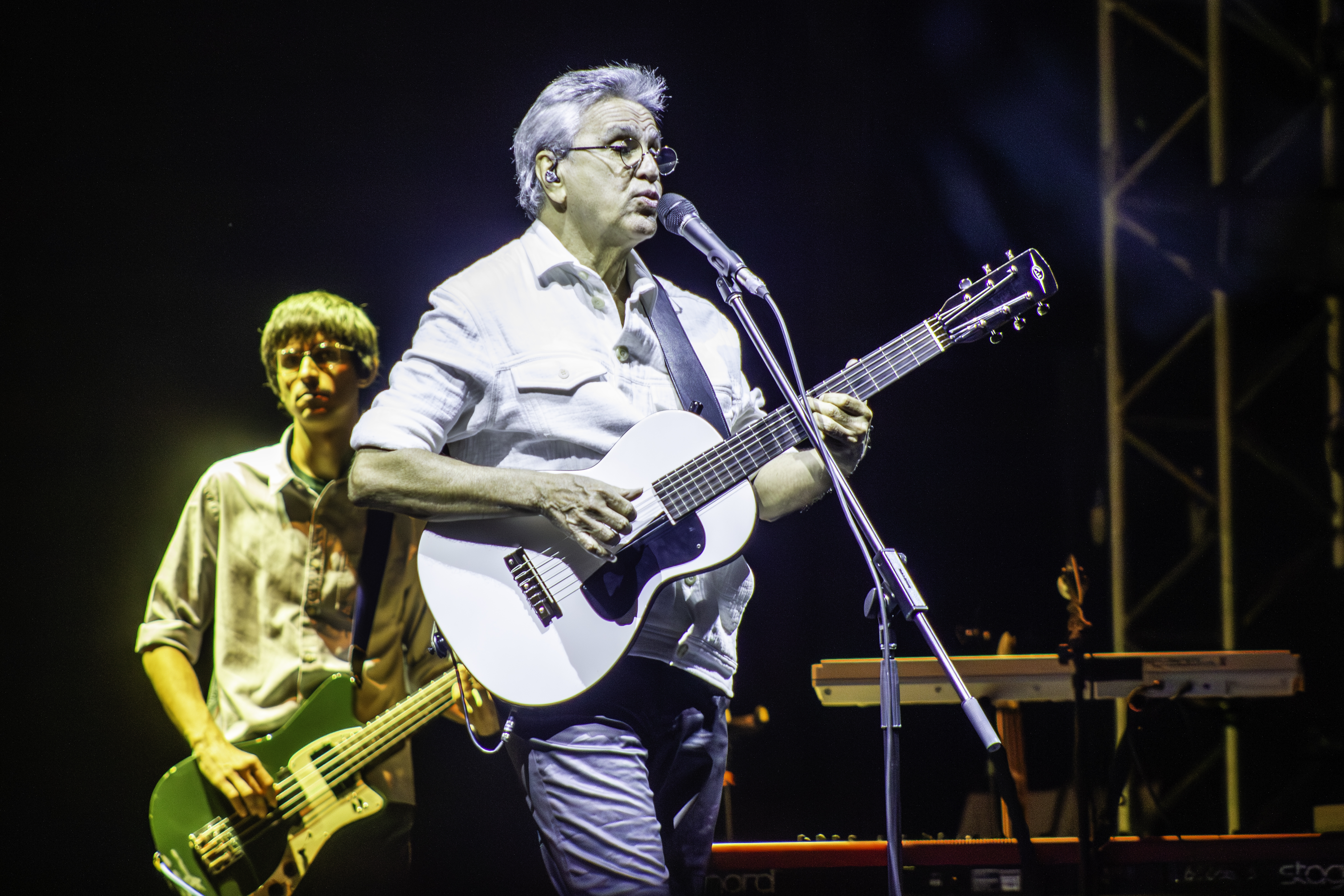
Caetano Veloso actuando en el Primavera Sound 2014

Para la edición de 2014, Los canadienses Arcade Fire desplegaron su música en el Parc del Fòrum para demostrar porqué son la banda independiente de esta década, Pixies hicieron comulgar a las multitudes con temas que han marcado a varias generaciones, The National impartieron una clase de rock de tintes oscuros y el grupo de culto Neutral Milk Hotel protagonizó una de las reuniones más celebradas de los últimos años.
Aunque el cartel tuvo mucho más fondo, entre los conciertos más celebrados por el público destacaron la poderosa demostración soulera de Charles Bradley, el garage house para masas de los británicos Disclosure, el artista de hip-hop Kendrick Lamar, los americanos Nine Inch Nails, el brasileño Caetano Veloso, la fuerza roquera de Queens Of The Stone Age, el sonido ochentero de Future Islands o la solvencia de la cada vez más rutilante St. Vincent.
Fuera de los márgenes del pop y el rock también hubo grandes momentos: la fuerza de la orquesta polirrítmica Antibalas, el hardcore de los americanos Touché Amoré, el metal modernizado de Deafheaven, el jazz libre de la Sun Ra Arkestra, el ruidismo de Wolf Eyes o la electrónica orgánica del dúo Darkside. La electrónica se apoderó del recinto con las magistrales lecciones del francés Laurent Garnier, el británico Julio Bashmore y los directos de los alemanes Moderat (unión de Modeselektor y Apparat), The Haxan Cloak o los nacionales John Talabot, Ángel Molina, Dj Fra, Dj Zero, Pional, Shelby Grey o Dj Coco. Y como es habitual, tampoco faltó la presencia de veteranos artistas con largas trayectorias como Dr. John and The Nite Trippers y su sonido cajun o el folk alucinado de Julian Cope.
El folk de raíz americana de la vigatana Joana Serrat, el pop experimental de los mallorquines Oso Leone, la electrónica kraut de los valencianos Jupiter Lion o la confirmación de los barceloneses El Último Vecino fueron algunos de los descubrimientos de esta edición.
El evento barcelonés cerró su balance con un total de casi 350 conciertos y 190.000 visitas repartidas entre los diferentes espacios donde se desarrolló la programación del festival a lo largo de toda una semana inundando Barcelona de música en directo y actividades complementarias.

### 2015-2022: consolidación del festival
En 2015, Primavera Sound celebró sus quince años con el rock de los neoyorquinos The Strokes, la interpretación íntegra del disco “dubnobasswithmyheadman” de Underworld, la experimentación de los alemanes Einstürzende Neubauten, la refinada cantautora Tori Amos, la exhibición de Antony junto a la orquesta OBC o la reproducción al completo por parte de Patti Smith de su disco de cabecera, “Horses”. También hubo lugar para el funk electrónico y contagioso de Jungle o la demostración de talento de Chet Faker.
Entre los conciertos más eclécticos destacaron los sonidos africanos del grupo encabezado por Salif Keita Les Ambassadeurs, el flamenco de Rocío Márquez en el Auditori acompañada de Refree y Pepe Habichuela, la música contemporánea con tramo disco de Arthur Russel’s Instrumentals o la experiencia sónica de Sunn O))) desafiando los límites del sonido y la distorsión.
Un año más, la electrónica fue uno de los platos fuertes del festival con las sesiones de Richie Hawtin, Dixon o Andrew Weatherall y los directos de Caribou, The Juan MacLean o Dan Deacon. El hip hop también se vio bien representado con el joven Tyler, The Creator, el dúo Run The Jewels o los ritmos mutantes de Shabazz Palaces.
Los protagonistas de la escena local y estatal fueron el punk intenso de Nueva Vulcano, Christina Rosenvinge con su nuevo disco “Lo nuestro”, las guitarras de MOURN, el debut de la vigatana Núria Graham, la electrónica de Der Panther o The Suicide Of Western Culture, el metal de Exxasens o el pop visto desde diferentes ópticas de la mano de Los Punsetes, Sr. Chinarro o Neleonard.
Primavera Sound celebró su decimosexta edición del 1 al 4 de junio de 2016 con LCD Soundsystem, Radiohead, PJ Harvey, Suede y Sigur Rós como principales cabezas de cartel.
Primavera Sound celebró su decimoséptima edición del 29 de mayo al 4 de junio de 2017 con The xx, Bon Iver y Arcade Fire como principales cabezas de cartel y la ausencia de Frank Ocean, tras cancelar su actuación en el festival escasos días antes de su celebración.
Primavera Sound celebró su decimoctava edición del 31 de mayo al 2 de junio de 2018. El festival empezó a apostar por artistas más urbanos y pop sin dejar su sello rock e indie. Esta edición estuvo encabezada por Arctic Monkeys, Bjork, Nick Cave and the Bad Seeds, The National, Chvrches, The War on Drugs, Lorde, Arca y A$AP Rocky. Se llevó a cabo del 31 de mayo al 3 de junio. Migos también estaba contemplado para el espectáculo, pero canceló horas antes de la presentación porque perdió su vuelo. Skepta y Los Planetas los reemplazaron. El catálogo de artistas locales incluía a C. Tangana, Hinds, La Bien Querida, El Capullo de Jerez, Bad Gyal entre otros. Ese mismo año se lanzó una nueva propuesta: los asistentes al festival podían votar en Internet a quién les gustaría ver actuar en el Your Heineken Stage. 
La alineación de 2019 del fe stival ha intentado mostrar una alineación equilibrada de género con el mismo número de artistas masculinos y femeninos. La iniciativa de 'nueva normalidad' del festival tiene como objetivo establecer un punto de referencia para la representación equitativa de género que otros festivales deberían seguir. La jefa de prensa de Primavera, Marta Pallarès, dijo a The Guardian “Tenemos que cambiar el paradigma 'pálido, masculino y rancio'”. Los actos femeninos anunciados para el festival incluyeron a Cardi B, Janelle Monáe, Rosalía, Solange, Erykah Badu, FKA Twigs, Robyn, Courtney Barnett, Carly Rae Jepsen, Charli XCX, Lizzo, Cupcakke y Nina Kravitz. Cardi B canceló su aparición debido a conflictos de agenda y fue reemplazada por Miley Cyrus, quien estrenó por completo su flamante EP She Is Coming. Otros actos incluyeron a Nas, Interpol, Tame Impala, Suede, James Blake, J Balvin, Jarvis Cocker, Primal Scream, Modeselektor and Loyle Carner. Entre los artistas nacionales y locales se encontraban Yung Beef, La Zowi, Cariño, Pavvla, Nathy Peluso, María José Llergo and Rosalía, cuya actuación en el escenario principal fue catalogada como una de las mejores y más esperadas en la historia del festival.  Más de 220.000 personas asistieron al festival. Cuando finalizó el festival de 2019, Primavera Sound anunció dos nuevas ediciones. Uno de ellos se llevaría a cabo en Los Ángeles Historic Park en California se llevaría a cabo en septiembre de 2020. Otra edición en Londres se planeó para junio de 2020 en Drumsheds, pero se suspendió debido a limitaciones de tiempo y preocupaciones sobre permisos y licencias.  En noviembre de 2019 comenzó una edición más pequeña del festival denominada Primavera Weekender en Magic Robin Hood Camp en Benidorm. Más de 3500 aficionados asistieron al festival.
La edición del año 2020 no se celebró debido a la pandemia de COVID-19. El 10 de marzo de 2020, la Generalidad de Cataluña ordenó la cancelación o reprogramación de eventos culturales que tenían una expectativa de asistencia de más de mil personas debido a la preocupación por la pandemia de COVID-19. Así, la vigésima edición del festival Primavera Sound se trasladó a agosto de 2020. Sin embargo, el festival fue cancelado posteriormente. La alineación de 2020 incluyó cabezas de cartel como Lana del Rey, Massive Attack, The National, King Princess, Young Thug, Brockhampton, The Strokes, Kacey Musgraves, Tyler, the Creator, Bad Bunny y Pavement, quienes se suponía que se reunirían por primera vez desde su pausa en 2010, entre otros.
El cartel de la edición 2021, que se extendería del 2 al 6 de junio y se presentaría bajo el lema #BestFestivalForever, fue anunciado un año antes de su celebración.  La alineación incluía a la mayoría de los artistas que estaban programados para tocar allí en 2020. Las nuevas incorporaciones incluyeron a Gorillaz, Doja Cat, FKA Twigs, Rina Sawayama y Charli XCX, entre muchos otros. En marzo de 2021, el festival se reprogramó nuevamente para 2022.
En mayo de 2021 se presentó el cartel definitivo del 20 aniversario como "el mejor de la historia del festival". Los nuevos cabezas de cartel incluyen a Dua Lipa, Lorde, Nick Cave & the Bad Seeds, Megan Thee Stallion y Jorja Smith.  Los artistas locales incluyen a Alizzz, Amaia, Bad Gyal, La Zowi, Manel, María del Mar Bonet, Renaldo & Clara, Rigoberta Bandini, Sen Senra y Triángulo de Amor Bizarro. El grupo balear Antònia Fontestá programado para hacer su concierto de reunión después de su separación en 2013. La alineación se completó el 13 de diciembre, con la adición de Ride, Phoenix, Tokischa, Jhay Cortez, Grimes and PinkPantheress, entre otros. Los cabezas de cartel Massive Attack cancelaron tres meses antes de su actuación debido a las compilaciones de salud de un miembro. El vigésimo aniversario del Primavera Sound ha sido considerado Evento de Excepcional Interés Público por el Ministerio de Cultura y Deporte del Gobierno de España. Es el primer festival internacional de música en España con este distintivo cultural. Tras las discrepancias entre el festival, el Ayuntamiento de Barcelona y muchos grupos sociales locales sobre el mantenimiento del modelo de dos fines de semana de cara al futuro, Primavera Sound anunció que la edición de 2023 del festival también tendrá lugar en Arganda del Rey, cerca de Madrid, un fin de semana después de la ceremonia principal.
El Primavera Sound 2022 tuvo lugar del 2 al 12 de junio del 2022 en el Parc del Fòrum en Barcelona. El festival se dividió en dos fines de semana distintos con carteles similares, ampliando su capacidad de aforo. Entre los fines de semana se llevaron a cabo diferentes conciertos en diferentes salas y clubs de la ciudad con el evento de Primavera a la Ciutat, con actuaciones de artistas menores y algunas bandas importantes que destacaron en el festival como King Gizzard & the Lizard Wizard y 100 Gecs. El cartel de artistas incluyó a Beck, Dua Lipa, Gorillaz, Interpol, Jorja Smith, Lorde, Megan Thee Stallion, Nick Cave and the Bad Seeds, Phoenix, Tame Impala, The National, The Strokes, Tyler, the Creator y Yeah Yeah Yeahs. Alrededor de 460,500 personas asistieron al festival durante los siete días, un 65% de estos siendo extranjeros, mayoritariamente del Reino Unido.

### 2022-presente: expansión a América y festival simultáneo en Madrid
Primavera Sound se llevó a cabo en América por primera vez con cuatro nuevas contrapartes, están programadas para celebrarse en Buenos Aires, Los Ángeles, Santiago de Chile y São Paulo en octubre y noviembre de 2022. La primera edición de Primavera Sound en Los Ángeles fue encabezada por Arctic Monkeys, Nine Inch Nails, Lorde y Kim Gordon, mientras que las ediciones de América del Sur contaron con Arctic Monkeys, Björk, Lorde y Travis Scott como cabezas de cartel. Amaia, Bad Gyal, Carolina Durante, Christina Rosenvinge y Derby Motoreta’s Burrito Kachimba se encuentran entre los artistas españoles que se presentaron en estas ediciones. Otros artistas internacionales incluyen a Arca, Beach House, Cat Power, Caroline Polachek, Charli XCX, Father John Misty, Japanese Breakfast, José González, Interpol, Mitski y Phoebe Bridgers. En Buenos Aires y Santiago, también se realizó un show de previa llamado "Road to Primavera" durante octubre, además de los conciertos en salas menores, llamados Primavera en la Ciudad.
El Primavera Sound 2023 se llevará a cabo del 29 de mayo al 4 de junio del 2023 en el Parc del Fòrum de Barcelona y del 5 al 11 de junio del 2023 en Madrid en Cívitas Metropolitano y Arganda del Rey. Algunos artistas reconocidos que participan en el festival son Pet Shop Boys, Halsey (cantante), Blur, Ghost (solo en Barcelona), Alex G, PinkPantheress, Red Velvet, Kendrick Lamar, Depeche Mode, Skrillex, Bleachers, Cavetown (compositor), Rosalía (cantante), Calvin Harris, Bad Gyal, FKA Twigs, Måneskin, Surf Curse, The Voidz, Villano Antillano y Diplo.
El NOS Primavera Sound también tendrá lugar del 7 al 10 de junio del 2023 en el Parque da Cidade (barrio) en Porto. Los artistas que encabezarán el festival serán Pet Shop Boys, Blur. Halsey, New Order, Kendrick Lamar y Rosalía. 
En 2023, el festival retomará la ruta transatlántica en América del Sur para celebrar sus segundas ediciones en Buenos Aires y São Paulo, siendo en el Parque Sarmiento el 25 y 26 de noviembre y en el Autódromo de Interlagos el 2 y 3 de diciembre, respectivamente los nuevos espacios y fechas para el festival. A su vez, se realizaran nuevamente los side-shows "Primavera en la Ciudad" en ambas ediciones. En este año, no fueron dadas las condiciones para realizar la edición en Santiago de Chile, pero se tiene como objetivo regresar al país en un futuro cercano. Posteriormente, se anunciaron dos nuevos países que tendrán su edición, siendo estas Bogotá y Asunción, a realizarse respectivamente en el Parque Metropolitano Simón Bolívar el 9 y 10 de diciembre y en el Parque Olímpico el 7 de diciembre. Esa última, a diferencia del resto, no contará con un festival de dos días sino que solo tendrá uno llamado "Primavera Day". Los cabezas de cartel de la edición porteña serán The Cure, Blur, Pet Shop Boys y Beck, mientras que en la edición bogotana también serán The Cure y Pet Shop Boys, junto con Grimes y The Hives. En el evento a realizarse en la capital de Paraguay, los artistas que encabezaran el único día de festival serán The Cure y Grimes. En la edición paulista, los principales artsitas serán The Cure, Pet Shop Boys, Beck y Grimes, además del artista exclusivo, The Killers. Se anunció también la primera experiencia de Primavera Sound en Perú, el cual no será un festival sino una serie de conciertos (llamado "Road to Primavera") en Lima, siendo estos los de The Cure (22 de noviembre en Estadio Nacional), Bad Gyal (2 de diciembre en Multiespacio Costa 21), Pet Shop Boys (7 de diciembre en Multiespacio Costa 21) y Bad Religion (8 de diciembre en Multiespacio Costa 21). Debido a bajas ventas, la edición en Bogotá fue recortada, nombrando el evento como "Road to Primavera", este consistirá en dos conciertos encabezados por The Cure y Pet Shop Boys.
Se confirmó que la edición del festival en Madrid no sucederá en 2024, debido a la falta de la infraestructura necesaria por parte de la ciudad.

## Escenarios
Primavera Sound tiene lugar en el Parque del Fórum, situado en la parte sureste del barrio de Pueblo Nuevo, entre Barcelona y San Adrián de Besós. Es accesible a través del transporte público.
Durante el festival, varios escenarios albergan continuamente música en vivo. Estos llevan el nombre de los patrocinadores del festival. Los principales escenarios que se han utilizado son:
- Main Stage: el escenario principal que atrae a las multitudes más grandes. Este escenario al aire libre es donde actúan los artistas principales. Está ubicado en la Plataforma Marina, un gran terreno llano que estaba previsto para albergar un zoológico marino pero que quedó como recinto ferial y polivalente después de que el proyecto pareciera inviable debido a la crisis financiera española. Incluye soportes móviles.
- Main Stage 2: también ubicado en la Plataforma Marina, atrae a grandes multitudes y alberga los conciertos más importantes de la noche. Incluye soportes móviles. Incluye un cartel gigante de led que dice "Creado en Barcelona".
- Primavera Stage: un gran lugar al aire libre utilizado por artistas de menor concurrencia
- Auditori del Fòrum: un auditorio cubierto para 3.000 personas bajo el Museo de Ciencias Naturales de Barcelona. Organiza conciertos de futuros grandes artistas o artistas que requieren la mejor acústica.
- Auditori Stage: un anfiteatro al aire libre de tamaño mediano con una capacidad media de 3.000 personas.
- Seafront Stage: un lugar de gran tamaño patrocinado por la revista musical Pitchfork que incluye actuaciones de artistas muy recomendados por la crítica.
- Seafront Stage 2: un pequeño lugar al aire libre que se utiliza para realizar pequeños conciertos
- Village Stage: un lugar al aire libre de tamaño mediano orientado a la música electrónica. La mayoría de los DJ actúan en el lugar temprano en la mañana.
- Your Stage: una carpa de tamaño pequeño que se usa para albergar a los artistas que la gente votó o pidió en línea para tocar y que no se anunciaron en la alineación completa.
- Lotus Stage: situado en la Playa del Fòrum de Sant Adrià de Besòs con estupendas vistas a la central térmica, se utiliza principalmente para actuaciones de DJ.
- Desperados Cube: anexo al escenario Lotus se utiliza para actuaciones de DJ y para la fiesta de inauguración del festival.
- OCB Paper Sessions: una carpa de tamaño pequeño enfocada en exhibiciones de pequeños artistas.
- Minimusica: recinto orientado a los niños.
- Night Pro: lugar de tamaño pequeño, está organizado por DJ y solo es accesible para la prensa y las personas que han comprado entradas Primavera Sound Pro o VIP.

## Resumen por año

### Actuales

#### Barcelona
| Edición | Año  | Fecha                 | Cabezas de cartel | Asistencia/ventas | Asistencia/ventas diarias |
| ------- | ---- | --------------------- | --- | ----------------- | ------------------------- |
| I       | 2001 | 28 de abril           | Sin cabezas de cartel | 7700              | 7700                      |
| II      | 2002 | 17–18 de mayo         | Pulp · Tindersticks · Spiritualized | 17 800            | 8900                      |
| III     | 2003 | 23–24 de mayo         | Blur · Nick Cave · Fiona Apple · Animal Collective · Los Planetas | 24 200            | 11 000                    |
| IV      | 2004 | 27–29 de mayo         | Pixies · DJ Harvey · Primal Scream ·Wilco | 41 431            | 17 000                    |
| V       | 2005 | 26–28 de mayo         | New Order · Stooges · Sonic Youth · Steve Earle · Gang of Four. | 46 935            | 19 000                    |
| VI      | 2006 | 1–5 de junio          | Radiohead · LCD Soundsystem · Suede · Pusha T · Tame Impala · Sigur Rós | 48 563            | 21 000                    |
| VII     | 2007 | 31 de mayo-2 de junio | Smashing Pumpkins · Sonic Youth · The White Stripes · Wilco · Patti Smith | 61 782            | 20 000                    |
| VIII    | 2008 | 29–31 de mayo         | Portishead · MGMT · Public Enemy · Vampire Weekend · Cat Power · Bon Iver | 59 129            | 26 000                    |
| IX      | 2009 | 28–30 de mayo         | My Bloody Valentine · Yo la Tengo · The Vaselines · Phoenix · Aphex Twin · Squarepusher · Andrew Bird · The Horrors | 76 080            | 25 000                    |
| X       | 2010 | 27–29 de mayo         | Pavement · Superchunk · The Fall · The XX · Pixies · Beach House · Pet Shop Boys · Orbital · Ben Frost · Van Dyke Parks · Built To Spill | 101 200           | 30 000                    |
| XI      | 2011 | 26–28 de mayo         | Caribou · Echo & The Bunnymen · Mercury Rev · The National · Grinderman · Belle & Sebastian · The Flaming Lips | 123 300           | 36.000                    |
| XII     | 2012 | 31 de mayo-2 de junio | Refused · Franz Ferdinand · Beirut · Napalm Death · Grimes · Danny Brown · Other Lives · Kindness · The Cure | 147 000           | 35 000                    |
| XIII    | 2013 | 23–25 de mayo         | Phoenix · The Postal Service · Blur · The Jesus and Mary Chain · Nick Cave and the Bad Seeds · My Bloody Valentine | 170 000           | 55 000                    |
| XIV     | 2014 | 29–31 de mayo         | Arcade Fire · Queens of the Stone Age · The National · Pixies · Slowdive · Nine Inch Nails · Kendrick Lamar | 190 000           | 55 000                    |
| XV      | 2015 | 28–30 de mayo         | The Black Keys · Anthony and the Johnsons · Alt-J · Patti Smith · The Strokes · Ride · Interpol · Underworld | 195 000           | 55 000                    |
| XVI     | 2016 | 1–4 de junio          | Radiohead · LCD Soundsystem · Sigur Ros · PJ Harvey | 207 435           | 56 000                    |
| XVII    | 2017 | 31 de mayo-3 de junio | Arcade Fire · Bon Iver · Frank Ocean (cancelled) · The xx · Aphex Twin · Grace Jones · Slayer · Solange · Van Morrison | 208 400           | 57 000                    |
| XVIII   | 2018 | 30 de mayo-3 de junio | Björk · Nick Cave and the Bad Seeds · The National · Migos (cancelled) · Arctic Monkeys · Lorde · A$AP Rocky | 217 000           | 60 000                    |
| XIX     | 2019 | 30 de mayo-1 de junio | Erykah Badu · Future · Interpol · Tame Impala · Miley Cyrus (replacing Cardi B) · Janelle Monáe · Solange · J Balvin · Rosalía · Robyn | 220 000           | 63 000                    |
| XX      | 2022 | 2-12 de junio         | Beck · Dua Lipa · Gorillaz · Interpol · Jorja Smith · Lorde · Massive Attack (cancelled) · Megan Thee Stallion · Nick Cave & the Bad Seeds · Pavement · Phoenix · Tame Impala · The National · The Strokes · Tyler, the Creator · Yeah Yeah Yeahs · Charli XCX | 460 500           | 76 600                    |
| XXI     | 2023 | 29 de mayo-4 de junio | Pet Shop Boys · Blur · Halsey · New Order · Kendrick Lamar · Depeche Mode · Rosalía · Calvin Harris · Bad Gyal · Charlotte de Witte · Maggie Rogers · Maneskin · Fred Again                                                                                    | 193 000           | 65 000                    |
| XXII    | 2024 | 29 de mayo-2 de junio | Phoenix · Pulp · Vampire Weekend · Justice · Lana Del Rey · The National · Disclosure · Sza · PJ Harvey · Mitski · FKA Twigs · Charli XCX | 268 000           |                           |

#### Porto
| Edición | Año  | Fecha                 | Cabezas de cartel                                                            |
| ------- | ---- | --------------------- | ---------------------------------------------------------------------------- |
| I       | 2012 | 8–10 de junio         | Björk · The Flaming Lips · Wilco · The xx                                    |
| II      | 2013 | 30 de mayo-1 de junio | Blur · Nick Cave and the Bad Seeds · James Blake · My Bloody Valentine       |
| III     | 2014 | 5–7 de junio          | The National · Pixies · Kendrick Lamar · Caetano Veloso · Neutral Milk Hotel |
| IV      | 2015 | 4–6 de junio          | Interpol · Antony and the Johnsons · Ride · Underworld                       |
| V       | 2016 | 9-11 de junio         | Sigur Rós · PJ Harvey · Air                                                  |
| VI      | 2017 | 8–10 de junio         | Bon Iver · Aphex Twin · Justice                                              |
| VII     | 2018 | 7–9 de junio          | Nick Cave and the Bad Seeds · Lorde · A$AP Rocky                             |
| VIII    | 2019 | 6–8 de junio          | Solange · Stereolab · J Balvin · Interpol · Erykah Badu · Rosalía            |
| IX      | 2022 | 9–11 de junio         | Tame Impala · Nick Cave and the Bad Seeds · Pavement · Beck · Gorillaz       |
| X       | 2023 | 7-10 de junio         | Pet Shop Boys · Blur · Halsey · New Order · Kendrick Lamar · Rosalía         |

#### Buenos Aires
| Edición | Año  | Fecha                            | Cabezas de cartel                                                                         |
| ------- | ---- | -------------------------------- | ----------------------------------------------------------------------------------------- |
| I       | 2022 | 14 de octubre, 7-13 de noviembre | Arctic Monkeys · Björk · Charli XCX · Jack White · Lorde · Mitski · Pixies · Travis Scott |
| II      | 2023 | 25-26 de noviembre               | Blur · The Cure · Pet Shop Boys · Beck                                                    |

#### São Paulo
| Edición | Año  | Fecha                        | Cabezas de cartel                                                                         |
| ------- | ---- | ---------------------------- | ----------------------------------------------------------------------------------------- |
| I       | 2022 | 31 de octubre-6 de noviembre | Arctic Monkeys · Björk · Charli XCX · Jack White · Lorde · Mitski · Pixies · Travis Scott |
| II      | 2023 | 2-3 de diciembre             | The Cure · The Killers · Pet Shop Boys · Beck · Grimes                                    |

#### Asunción
| Edición                              | Año  | Fecha          | Cabezas de cartel |
| ------------------------------------ | ---- | -------------- | ----------------- |
| I (como fecha única "Primavera Day") | 2023 | 7 de diciembre | The Cure · Grimes |

#### Bogotá
| Edición | Año  | Fecha             | Cabezas de cartel                             |
| ------- | ---- | ----------------- | --------------------------------------------- |
| I       | 2023 | 9-10 de diciembre | The Cure · Pet Shop Boys · Grimes · The Hives |

#### Lima
| Edición                                          | Año  | Fecha                                | Cabezas de cartel                                  |
| ------------------------------------------------ | ---- | ------------------------------------ | -------------------------------------------------- |
| I (como serie de conciertos "Road to Primavera") | 2023 | 22 de noviembre, 2, 7-8 de diciembre | The Cure · Bad Gyal · Pet Shop Boys · Bad Religion |

### Anteriores

#### Santiago
| Edición | Año  | Fecha                            | Cabezas de cartel                                                                         |
| ------- | ---- | -------------------------------- | ----------------------------------------------------------------------------------------- |
| I       | 2022 | 16 de octubre, 7-13 de noviembre | Arctic Monkeys · Björk · Charli XCX · Jack White · Lorde · Mitski · Pixies · Travis Scott |

#### Los Ángeles
| Edición | Año  | Fecha               | Cabezas de cartel                                     |
| ------- | ---- | ------------------- | ----------------------------------------------------- |
| I       | 2022 | 16–18 de septiembre | Arctic Monkeys · Lorde · Nine Inch Nails · Kim Gordon |

#### Madrid
| Edición | Año  | Fecha         | Cabezas de cartel                                                                                   |
| ------- | ---- | ------------- | --------------------------------------------------------------------------------------------------- |
| I       | 2023 | 5–11 de junio | Pet Shop Boys · Blur · Halsey · New Order · Kendrick Lamar · Depeche Mode · Rosalía · Calvin Harris |

## Premios y reconocimientos
- Premios de la Música Independiente 2011 (organizados por UFI): Mejor festival
- Premi Altaveu 2011
- Greener Festival Award 2012: en la categoría “Highly Commended”
- European Festival Awards: Artists' Favourite Festival in 2014
- Premios Ondas de la Música 2014: Mejor espectáculo musical
- Premi Continuarà-Vespre a La2 de Cultura 2015